# Jerzy Kosiński
Jerzy Kosiński (14 de junio de 1933 - 3 de mayo de 1991) fue un novelista estadounidense de origen polaco. Sus obras más conocidas son El pájaro pintado (1965) y Desde el jardín (1971).

## Infancia, estudios y matrimonio
Josef Lewinkopf, nombre real de Kosiński, nació en Łódź, Polonia, el 18 de junio de 1933, de modo que era un niño cuando comenzó la Segunda Guerra Mundial en 1939. Sobrevivió a las matanzas al cambiarse el nombre por el de Jerzy Kosiński y hacerse pasar por católico, acogido por una familia campesina de la Polonia Oriental gracias a las gestiones de su padre, que incluso logró para él una partida de bautismo falsa.
Después de la Segunda Guerra Mundial, Kosiński se reunió de nuevo con sus padres y estudió historia y ciencias políticas en la Universidad de Łódź, trabajando como asistente en la Academia Polaca de Ciencias. 
En 1957 emigró a los Estados Unidos y se graduó por la Universidad de Columbia. Fue profesor en Yale, Princeton y otras universidades. En 1965 obtuvo la ciudadanía estadounidense.
Se casó en 1962 con Mary Hayward Weir, que falleció en 1968 debido a un cáncer cerebral. Más tarde, se volvió a casar con Katherina von Fraunhofer.

## Obra
Las novelas de Kosiński aparecían habitualmente en la lista de libros más vendidos del New York Times. Se han traducido a más de 30 lenguas, y el total de ventas se estimaba en unos 70 millones de ejemplares en 1991.

### El pájaro pintado
El pájaro pintado relata la experiencia de un niño (de religión y etnia desconocidos, aunque de apariencia judía y gitana) que deambula desamparado por las zonas campesinas de la Polonia Oriental antes y durante la Segunda Guerra Mundial. En su recorrido por diferentes pueblos se encuentra con personas de naturaleza egoísta y salvaje que le repudian, lo que refleja la situación vivida en una época que parecía vaticinar una nueva guerra. Su periplo sin rumbo a través de un mundo cruel, ignorante y supersticioso, se convierte en una metáfora de la condición humana.
La novela, en la que se han querido ver reminiscencias autobiográficas (aunque Kosiński haya desmentido que se trate de una autobiografía en el sentido estricto), fue considerada por Arthur Miller, Elie Wiesel y otros como una de las obras más importantes de la literatura del Holocausto. Así, Wiesel, por ejemplo, escribió en el New York Times Book Review que se trataba de "una de las mejores... escrita con profunda sinceridad y sensibilidad".
Tras la publicación del libro en Estados Unidos, Kosiński fue acusado en su país natal de antipatriota debido a su implacable descripción del medio rural polaco. Las acusaciones se intensificaron en 1968, con la campaña antijudía que pusieron en marcha las autoridades polacas, que obligó a muchos judíos a abandonar el país.
El libro fue prohibido en Polonia y otros países de Europa Oriental, y el autor recibió amenazas personales, que llegaron incluso a un intento de agresión en su propia casa por parte de dos inmigrantes polacos que le recordaban mucho a los campesinos que conoció en su infancia. Kosiński se dolía de que los polacos odiaran su libro y a su persona sin siquiera haber tenido la ocasión de leerlo.
Finalmente, pudo publicarse en Polonia en 1989. En Varsovia se vendieron miles de ejemplares en poco tiempo y la gente hacía colas de varias horas para comprar libros autografiados por el autor. El crítico literario y profesor de la Universidad de Varsovia, Paweł Dudziak, calificó El pájaro pintado como una gran obra y resaltó su vertiente simbólica, argumentando que las acusaciones de antipatriótica no tenían sentido ya que las descripciones de los ambientes y los caracteres que aparecían en el libro no debían ser tomadas literalmente.
Sin embargo, la recepción del libro no fue uniformemente positiva. "Cuando El pájaro pintado de Kosiński fue traducido al polaco – escribió Iwo Cyprian Pogonowski –  lo leyó la gente con la que la familia Lewinkopf había vivido durante la guerra. Se escandalizaron por las historias de abusos que nunca habían ocurrido. Reconocieron los nombres de algunos niños judíos a los que ayudaron durante la guerra, niños que sobrevivieron gracias a ellos, ahora representados como víctimas de su abuso. Estaban furiosos por la ingratitud de Jerzy".
En posteriores reediciones, Kosiński explicó que tanto la nacionalidad como la raza de sus personajes se había ocultado para prevenir malas interpretaciones, e insistió en que la novela no era una autobiografía, sino una metáfora de la confrontación entre el ser humano en su estado más indefenso (un niño) y la sociedad en su estado más inhumano (la guerra).

### Pasos
Pasos (1968), una novela construida a partir de fragmentos de fuerte contenido autobiográfico, es probablemente su novela de mayor prestigio. Ganó el National Book Award en 1969.
En 1975, Chuck Ross (un escritor de Los Ángeles) realizó un experimento con esta novela: envió 21 páginas del libro a cuatro editores firmadas con el pseudónimo Erik Demos. El libro fue devuelto por todos los editores, incluso por Random House, que había publicado la novela de Kosiński. En 1981 repitió el experimento, pero esta vez enviando la novela entera. El resultado fue el mismo.

### Desde el jardín
Desde el jardín (1971) es una novela corta, sencilla y divertida, de un tono muy diferente a las otras dos que, bajo su aparente calma, arremete contra la superficialidad del mundo moderno. Esta novela guarda una enorme similitud con el cuento El diente roto, escrito en 1890 por el venezolano Pedro Emilio Coll. En ocasiones se le ha acusado de plagio, pero no es nada más que una acusación del Gobierno Polaco 
para desacreditarle.
Fue llevada al cine en la película en 1979, titulada Bienvenido Mr. Chance en España y Desde el jardín, en América Latina, dirigida por Hal Ashby y protagonizada por Peter Sellers. Kosiński participó en la elaboración del guion y ganó un BAFTA de la Academia Británica por ello.

## Controversias
La vida y obra de Kosiński está tan llena de zonas oscuras como sus obras, hasta el punto de que el propio Kosiński parece en ocasiones un personaje de ficción.
Según el escritor, ensayista, editor y traductor norteamericano Eliot Weinberger, Kosiński no pudo ser el autor de El pájaro pintado porque no dominaba suficientemente la lengua inglesa en la época de su publicación (sólo llevaba seis años en Estados Unidos). M.A. El escritor Diego Moldes, autor de un libro sobre Roman Polanski (amigo de Kosiński en la Escuela de cine de Lodz) en el que escribe sobre Kosiński, ha discrepado sobre este punto afirmando que ya había publicado dos libros en inglés, lengua que le enseñó su padre, políglota (véase el prólogo a The Painted Bird a la segunda edición, Nueva York, 1976) y que incluso impartía clases de lengua y literatura inglesa en las dos universidades más prestigiosas de Norteamérica en la época, Princeton y Yale: el diario El País publicó que "llegaría a enseñar inglés en las universidades de Princeton y Yale".
Orthofer matiza la afirmación de Weinberger diciendo que el mismo Kosiński fue una falsificación en algunos aspectos, porque aparentó ser alguien que no era en realidad (como muchos de los personajes de sus libros). Las mejores falsificaciones son las que siembran dudas acerca de qué parte de ellas es verdadera y qué parte no lo es.
En Jerzy Kosinski: A Biography, de James Park Sloan, D. G. Myers argumenta que los hechos relatados en El Pájaro Pintado son ficticios y se hicieron pasar por autobiográficos por consejo de los editores.
Siguiendo el concepto de George Steiner, Jerzy Kosiński sería un escritor extraterritorial.

### El artículo de Stokes
En junio de 1982, un artículo publicado en Village Voice y firmado por Geoffrey Stokes y Eliot Fremont-Smith, acusó directamente a Kosiński de plagio. Aseguraban que gran parte de su trabajo estaba tomado de fuentes polacas, que resultaban inaccesibles a los lectores occidentales. Citaban, por ejemplo, que Desde el jardín tenía una gran semejanza con Kariera Nikodema Dyzmy — una conocida novela polaca de 1932 escrita por Tadeusz Dołęga-Mostowicz. También señalaban que Kosiński había escrito El pájaro pintado en polaco, y que luego había hecho que se tradujera en secreto al inglés para su publicación. Otra grave acusación, fundamentada en las diferencias estilísticas y de puntuación entre unas novelas y otras, sostenía que Kosiński y sus editores utilizaban en aquel momento escritores sin acreditar para redactar sus obras. El poeta y traductor neoyorquino George Reavey aseguró haber escrito El pájaro pintado para Kosiński, aunque no se le prestó mucha atención.
El artículo también presentaba una visión diferente de la vida de Kosiński durante la Segunda Guerra Mundial, apoyada posteriormente por la biógrafa polaca Joanna Siedlecka y por Sloan. El artículo aseguraba que El pájaro pintado parecía ser semiautobiográfico, pero que se trababa de pura ficción, ya que Kosiński había pasado toda la guerra oculto con una familia católica y que no había sido maltratado.
El escritor y editor británico Terence Blacker respondió en 2002 a este artículo, señalando que los libros de Kosiński tenían una visión y una voz consistente entre ellos, y que el verdadero problema de su autor era que había despertado muchas envidias por su estilo de vida (poco convencional y abundante en excesos) y su éxito.
John Corry, un personaje controvertido por sí mismo, defendía a Kosiński en un artículo publicado en el New York Times en 1982. Entre otras cosas, Corry alegaba que la teoría de que Kosiński era un falsificador y un plagiario, y que estaba a sueldo de la CIA, fue difundida por el gobierno comunista polaco para desacreditarle.
Otro argumento de los defensores de Kosiński era que, al basarse en las diferencias estilísticas entre sus diferentes obras para apoyar la teoría del plagio, sus detractores parecían olvidar que esas mismas diferencias existen en casi todos autores si se considera un periodo de tiempo suficientemente largo.
Kosiński mismo respondió que él nunca había dicho que sus libros fueran autobiográficos. En 1988, escribió The Hermit of 68th Street, donde demostraba lo absurdo que resultaban las investigaciones sobre su trabajo previo insertando notas a pie de página en prácticamente todas las palabras del libro.

## Colaboraciones en radio, TV y cine
Kosiński apareció 12 veces en programa televisivo The Tonight Show de Johnny Carson entre 1971 y 1973, y en Dick Cavett Show en 1974. También colaboró en la radio, posó semidesnudo para la fotógrafa Annie Leibovitz en 1982 y presentó el Óscar al mejor guion original en la ceremonia de entrega de esos premios ese mismo año.
Interpretó el papel del revolucionario y miembro del Politburó Bolchevique Zinoviev en la película Rojos, de Warren Beatty, recibiendo críticas positivas por su trabajo. También adaptó para la pantalla, como se ha dicho, su novela Desde el Jardín (con el título de Being There), adaptación que le valió el BAFTA al mejor guion y la nominación a los Óscar al mejor guion adaptado.

## Suicidio
En 1979 Kosiński dijo en una entrevista que, aunque no tenía tendencias suicidas, quería conservar la posibilidad de elegir su final si una enfermedad terminal afectase a su mente o su cuerpo.
En efecto, Kosiński se suicidó en 3 de mayo de 1991, tomando una dosis mortal de barbitúricos, su habitual ron con Coca Cola, y asegurándose del resultado introduciendo su cabeza en una bolsa de plástico.
Dejó una nota: "Me he ido a dormir por un rato mayor de lo habitual. Llamad Eternidad a ese rato" (Newsweek, 13 de mayo de 1991).

## Premios
- Prix du Meilleur Livre Étranger (premio al mejor trabajo extranjero de ficción) por El pájaro pintado (Francia)
- 1969 -- National Book Award por Pasos
- 1970—Premio de Literatura de la Academia Amaricana de las Artes y las Letras
- 1973-75—Presidencia de la Capilla Americana de P.E.N. Reelegido en 1974
- 1974—Premio de la B'rith Shalom Humanitarian Freedom
- 1979—Mejor guion adaptado por Beeing There, otorgado por la Writers Guild of America
- 1980—Premio de la Polonia Media Perspectives Achievement
- 1981—Mejor guion adaptado por Beeing There, otorgado por la British Academy of Film and Television Arts (BAFTA).
- 1988—Doctor honoris causa en humanidades por el Albion College de Míchigan
- 1989—Doctor honoris causa en humanidades por la State University of New York de Potsdam

## Otras lecturas

### Libros
- Eliot Weinberger Genuine Fakes en la colección Karmic Traces; New Directions, 2000, ISBN 0-8112-1456-7; ISBN 978-0-8112-1456-8
- Sepp L. Tiefenthaler, Jerzy Kosinski: Eine Einfuhrung in Sein Werk, 1980, ISBN 3-416-01556-8
- Norman Lavers, Jerzy Kosinski, 1982, ISBN 0-8057-7352-5
- Byron L. Sherwin, Jerzy Kosinski: Literary Alarm Clock, 1982, ISBN 0-941542-00-9
- Barbara Ozieblo Rajkowska, Protagonista De Jerzy Kosinski: Personaje único, 1986, ISBN 84-7496-122-X
- Paul R. Lilly, Jr., Words in Search of Victims: The Achievement of Jerzy Kosinski, Kent, Ohio, Kent State University Press, 1988, ISBN 0-87338-366-4
- Welch D. Everman, Jerzy Kosinski: the Literature of Violation, Borgo Press, 1991, ISBN 0-89370-276-5.
- Tom Teicholz, ed. Conversations with Jerzy Kosinski, Jackson: University Press of Mississippi, 1993, ISBN 0-87805-625-4
- Joanna Siedlecka, Czarny ptasior (The Black Bird), CIS, 1994, ISBN 83-85458-04-2.
- James Park Sloan, Jerzy Kosinski: a Biography, Diane Pub. Co., 1996, ISBN 0-7881-5325-0.
- Agnieszka Salska, Marek Jedlinski, Jerzy Kosinski : Man and Work at the Crossroads of Cultures, 1997, ISBN 83-7171-087-9
- Barbara Tepa Lupack, ed. Critical Essays on Jerzy Kosinski, New York: G.K. Hall, 1998, ISBN 0-7838-0073-8

### Artículos
- Oleg Ivsky, Review of The Painted Bird in Library Journal, Vol. 90, 1/10/1965, p. 4109
- Irving Howe, Review of The Painted Bird in Harper's Magazine, octubre de 1965
- Andrew Feld, Review in Book Week, 17/10/1965, p. 2
- Anne Halley, Review of The Painted Bird in Nation, Vol. 201, 29/11/1965, p. 424
- D.A.N. Jones, Review of Steps in The New York Review of Books, Volume 12, Number 4, 27/2/1969
- Irving Howe, Review of Being There in Harper's Magazine, julio de 1971, p. 89.
- David H. Richter, The Three Denouements of Jerzy Kosinski's "The Painted Bird", Contemporary Literature, Vol. 15, No. 3, Verano de 1974, pp. 370–85
- Gail Sheehy, "The Psychological Novelist as Portable Man", Psychology Today, 11/12/1977, pp. 126–30
- Margaret Kupcinskas Keshawarz, "Simas Kidirka:  A Literary Symbol of Democratic Individualism in Jerzy Kosinski's Cockpit", Lituanus (Lithuanian Quarterly Journal of Arts and Sciences), Vol. 25, No.4, Invierno de 1979
- Roger Copeland, "An Interview with Jerzy Kosinski", New York Art Journal, Vol. 21, pp. 10–12, 1980
- Robert E. Ziegler, "Identity and Anonymity in the Novels of Jerzy Kosinski", Rocky Mountain Review of Language and Literature, Vol. 35, No. 2, 1981, pp. 99–109
- Barbara Gelb, "Being Jerzy Kosinski", The New York Times Magazine, 21/2/1982, pp. 42–46
- Stephen Schiff, "The Kosinski Conundrum", Vanity Fair, junio de 1988, pp 114–19
- Thomas S. Gladsky, "Jerzy Kosinski's East European Self", Critique: Studies in Contemporary Fiction, Vol. XXIX, No. 2, Invierno de 1988, pp. 121–32
- Michael Schumacher, "Jerzy Kosinski", Writer's Yearbook, 1990, Vol. 60, pp. 82–87
- John Corry, "The Most Considerate of Men", American Spectator, Vol. 24, No. 7, julio de 1991, pp. 17–18